# Marming
Marming (nep. मार्मिङ) – gaun wikas samiti w środkowej części Nepalu  w strefie Bagmati w dystrykcie Sindhupalchowk. Według nepalskiego spisu powszechnego z 2001 roku liczył on 672 gospodarstw domowych i 3359 mieszkańców (1693 kobiet i 1666 mężczyzn).